# TEAM ビチッと!
TEAM ビチッと!（チーム・ビチッと!）は、全日本プロレスの興行において活動していたプロレスラーのユニットである。2011年8月30日に発足、同年9月11日より活動を開始した。発起人はKENSO。
チーム名は、KENSOの口癖に由来する。

## 概要

### 発足
2011年8月30日、全日本プロレスリングの事務所にて、KENSOが記者会見を実施し、『TEAM ビチッと!』なる新軍団を結成、次期シリーズ「2011 FLASHING TOUR」開幕戦となる9月11日より始動させる旨を発表した。
元々KENSOは8月20日の札幌大会において、試合前に全日本の改革を提唱をし、団体内外・国内外問わず同志を募っていた（通称・KENSO改革）。また「ドラフト1位」として同団体のカズ・ハヤシに共闘も持ちかけていた。しかし、KENSO自身が同団体における人望は皆無としていた通り、団体内からは賛同者は出現せず、ハヤシにも丁重に断られていた。
しかし後日、全日本プロレスに参戦経験のあるメキシコの団体AAA所属のダーク・オズとダーク・クエルボの2選手が賛同したことが記者会見で公表された。2選手は、KENSOがかつてメキシコで戦っていたときの盟友である。
さらにKENSOは、突如普段無視されている女性社員5人を美人と称し「ビチッと!ガールズ」に勝手に任命。5人にKENSO 自ら全然売れていないというKENSO-Tシャツを無理矢理着用させた。また『TEAM ビチッと!』のライセンスを後楽園ホールで観客に配布することも勝手に発表した。この会見に同席した同団体の代表取締役社長である内田雅之を勝手に賛同者とした。

### 活動開始とその後
2011年8月30日にKENSOにより発足を発表し、翌月11日後楽園ホールにおける「2011 FLASHING TOUR」開幕戦にて活動を開始した。KENSO、ダーク・オズ、ダーク・クエルボの3人は船木誠勝、曙、浜亮太と対戦するも、試合開始早々にオズとクエルボがKENSOに暴行。活動本格開始初日にいきなり分裂する羽目になった。しかし、暴行を受けるKENSOを、リングサイドで雑用業務を行っていた若手レスラーの曹駿が救出。その後、自らチーム加入を申し出た。全日本プロレスのレギュラー参戦選手で初の加入希望者となった。
なお翌日の記者会見にて、発足発表のときにKENSOが勝手に発言した、女性社員5名による「ビチッと!ガールズ」の結成と内田社長の加盟に関し、会社側から「業務に支障をきたす」として認可されなかったことが発表された。また、ビチッと!ガールズ候補の女性社員は4名の誤りであったことも併せて発表されている。

### 幕切れ
2012年当初から、世界タッグ王座への挑戦を直訴していたKENSOだが、最も信頼していたパートナー・カズからは「今はジュニア王座に専念したいから迷惑」と一蹴されていた。そのカズがケニー・オメガとの王座戦に敗れると、バックステージに乱入し、タッグ王座挑戦を直訴。カズもこれに快諾したが、同じ時期にGET WILDも世界タッグ挑戦を表明。勝者挑戦権獲得マッチを組む流れとなった。
その挑戦権獲得試合の内容は、ナンバーワン・コンテンダー・TLCマッチという天井に吊り下げられた挑戦権利書を奪い合うもので、同時に敗者ユニットの解散もかけられていたが、試合前の記者会見からGET WILDの空気に呑まれ、結局敗退。ユニットはあっさりと解散になってしまった。しかし、当のKENSO本人は「KENSO革命全日本、いや、世界で続いていきます」と新たな道を示唆した。

### 復活
しかし、明確な解散宣言をしていないこと、試合のタイトルに解散の文字が含まれていないことなどから、KENSO本人の思惑としては、カズが抜けただけで以後も一人でユニットを続けていたという認識であると思われる。4月には、井上雅央との「リストラコンビ」を組み、8月にアジアタッグに挑戦。
9月になると、後楽園ホールでの開幕戦でザ・グレート・サスケとのタッグマッチが組まれていたが、KENSOが一方的に井上とのタッグを解消し、サスケとのタッグに組み替えた。試合後には、そのタッグのまま年末の最強タッグ参戦をアピール。
ただし、リーグ戦途中にサスケが怪我で離脱。KENSO本人も特に言及していないため、またもや自然消滅してしまうことになる。

## メンバー
- KENSO（発起人）
- 曹駿（2011年9月11日加盟）（現在は中国に一時帰国中）

## 共闘メンバー
- ザ・グレート・サスケ
- 井上雅央
- グレート・ムタ

## 元メンバー
- ダーク・オズ（発足メンバー）
- ダーク・クエルボ（発足メンバー）
- カズ・ハヤシ（2011年10月10日 - 2012年3月4日）